# Wangdingdi
Wangdingdi (kinesiska: 王顶堤, 王顶堤街道) är ett stadsdelsdistrikt i Kina. Det ligger i storstadsområdet Tianjin, i den norra delen av landet, nära eller i stadens centrum. Antalet invånare är 122 599. Befolkningen består av 61 523 kvinnor och 61 076 män. Barn under 15 år utgör 6,0 %, vuxna 15-64 år 78 %, och äldre över 65 år 14,0 %.